# Vương hoàng hậu (Đường Huyền Tông)
Đường Huyền Tông Vương Hoàng hậu (chữ Hán: 唐玄宗王皇后; ? - 724), cũng gọi Huyền Tông Phế hậu (玄宗廢后) hay Huyền Tông Vương Thứ nhân (玄宗王庶人), là nguyên phối Hoàng hậu của Đường Huyền Tông Lý Long Cơ.

## Thân thế
Hoàng hậu Vương thị người huyện Hạ Bì, Đồng Châu (同州下邽县; nay thuộc Đại Lệ, Thiểm Tây). Thân phụ của bà là Vương Nhân Hiệu (王仁皎), con cháu của thứ sử Kí châu Vương Thần Niệm đời nhà Lương, xuất thân từ gia tộc Thái Nguyên Vương thị trứ danh. Bà thành hôn với Đường Huyền Tông khi ông còn làm Lâm Tri vương vào năm Trường Thọ thứ 2 (693), do Lý Long Cơ là một Quận vương và Vương thị do đó được sách phong làm Quận vương phi.
Năm Cảnh Long thứ 4 (710), Đường Trung Tông Lý Hiển băng hà, Vi Hoàng hậu tự xưng là Hoàng thái hậu, toan tiến hành chấp chính và có ý soán ngôi xưng Hoàng đế như mẹ chồng là Võ Tắc Thiên đã từng làm. Đấy là Loạn Vi hậu. Sử sách ghi nhận rằng, Vương phi tham gia bàn tính và ủng hộ cho chồng trong kế hoạch binh biến đó. Sau cuộc đảo chính, phụ thân của Lý Long Cơ là Tương vương Lý Đán được lập làm Hoàng đế lần thứ hai, tức Đường Duệ Tông. Lý Long Cơ được tấn lập làm Thái tử và Vương phi được phong thành Thái tử phi.
Thái tử phi Vương thị không có con trai nên Lý Long Cơ đem người con của Triệu Lệ phi là Lý Anh cho bà nuôi làm con.

## Hoàng hậu nhà Đường
Năm Diên Hòa nguyên niên (712), Đường Duệ Tông xuống chiếu nhường ngôi, Thái tử thụ thiện đăng cơ, tức Đường Huyền Tông, cải nguyên Tiên Thiên. Ngày 20 tháng 8 cùng năm, Huyền Tông ra chỉ sách lập Thái tử phi Vương thị làm Hoàng hậu. Do là ngoại thích, cha của Vương Hoàng hậu là Vương Nhân Hiệu được phong làm Đắc tiến (特进), kèm tước hàm "Khai phủ nghi đồng tam tư" (開府儀同三司) cùng Thượng trụ quốc (上柱國), tước vị Kỳ Quốc công (祁國公). Trong đời Khai Nguyên, chỉ có Nhân Hiệu cùng Diêu Sùng, Tống Cảnh (宋璟) và Vương Thủ Trùng (王毛仲) có được cái tước vinh hàm Khai phủ nghi đồng tam tư.
Là ngoại thích, Vương Nhân Hiệu bị xa lánh không cho nhậm chức cao, nhưng lại sinh hoạt xa xỉ có tiếng. Năm đầu Khai Nguyên, anh rể của Vương Hoàng hậu là Trưởng Tôn Hân (长孙昕) có tranh chấp với Ngự sử đại phu Lý Kiệt (李杰), nên cậy vào thân phận hoàng thân quốc thích đã cùng với đồng minh là Dương Tiên Ngọc (杨仙玉) đánh đập Lý Kiệt đến trọng thương. Lý Kiệt dâng biểu tố cáo lên Huyền Tông. Và nhà vua, trong cơn tức giận, liền cho xử tử Trưởng Tôn Hân cùng Dương Tiên Ngọc. Căn cứ Thái Bình quảng ký (太平廣記) ghi lại, Vương Nhân Hiệu đã cho đám người 200 kỵ binh bắt cóc Trưởng Tôn Hân cùng Dương Tiên Ngọc trước khi hành hình.
Năm Khai Nguyên thứ 7 (719), cha của Vương Hoàng hậu là Vương Nhân Hiệu qua đời. Khi đó anh em trai Vương Hoàng hậu là Vương Thủ Nhất (王守一) - người đã thế tập tước Kỳ Quốc công và đã kết hôn với Tiết Quốc công chúa, tức chị của Huyền Tông - đề nghị xây dựng mộ phần Vương Nhân Hiệu theo quy mô ngôi mộ của Đậu Hiếu Kham, ngoại tổ phụ của Huyền Tông. Ban đầu Huyền Tông đồng ý, nhưng sau đó các tể tướng Tống Cảnh và Tô Đĩnh phản đối vì cớ mộ của Đậu Hiếu Kham quá tốn kém và không nên làm thêm một ngôi mộ như thế nữa. Huyền Tông đồng ý với các Tể tướng và hạ lệnh chôn cất Vương Nhân Hiệu theo lễ quan nhất phẩm.
Càng về sau Vương Hoàng hậu ngày càng già đi, nhan sắc ngày càng suy kém, không còn được sự sủng ái của Đường Huyền Tông nữa. Bấy giờ đắc sủng là Võ Huệ phi, con gái của Võ Du Chỉ, một người cháu trong họ của Võ Tắc Thiên. Võ Huệ phi hạ sinh được 7 người con trong khi Vương Hoàng hậu không con. Võ Huệ phi có ý ganh ghét, mưu đồ chiếm ngôi Hoàng hậu, khiến Vương Hoàng hậu rất bất bình và tức giận, nhiều lần tố cáo trước mặt Đường Huyền Tông. Tuy nhiên Đường Huyền Tông lại đồng ý với Võ Huệ phi, nghe những lời của bà thì càng chán ghét hơn và cũng muốn phế Vương Hoàng hậu.
Năm Khai Nguyên thứ 10 (722), Đường Huyền Tông cùng đại thần Khương Kiểu (姜晈) bàn kế hoạch phế hậu với lý do Hoàng hậu vô tử, tuy nhiên Khương Kiểu lại tiết lộ việc này tới tai Vương Hoàng hậu. Trương Gia Trinh (張嘉貞), người nắm tướng vị khi đó, là người thân thiết với Vương Thủ Nhất cùng với Đằng vương Lý Kiểu (李峤) - em rể của Vương Hoàng hậu - đều dâng thư hỏi lý do lên Đường Huyền Tông. Thế là Hoàng đế sinh bực bội với Khương Kiểu, bèn cho đánh Khương Kiểu 60 trượng, rồi đày ông ta cùng người anh em là Khương Hối ra Khâm Châu.

## Bị phế truất
Sau vụ Khương Kiểu, Vương Hoàng hậu tâm trạng lo lắng sợ bị phế. Sử sách ghi rằng Vương Hoàng hậu rất có uy tín với bọn thái giám và cung nữ nên không ai nói gì về những việc làm tiêu cực của bà. Vì thế Đường Huyền Tông cũng không có lý do gì thích hợp để phế truất bà và có lúc đã do dự. Có một dịp, Vương Hoàng hậu nhắc nhở Đường Huyền Tông rằng thuở còn hàn vi, có lần Vương Nhân Hiệu đã phải nhào bột làm mì để mừng sinh nhật Đường Huyền Tông, đến nỗi tay ông ta bị bầm tím cả lên. Đường Huyền Tông có tỏ ra xúc động nhưng không lâu sau thì đâu lại vào đấy.
Tuy nhiên phía Vương Thủ Nhất lại cùng với đạo sĩ làm lễ cúng Nam Tào và Bắc Đẩu, rồi đưa cho Vương Hoàng hậu đeo một miếng ngọc bội làm bằng gỗ khắc hình trời đất và tên húy của Đường Huyền Tông, với ý cầu cho Vương Hoàng hậu có con và sẽ được như Võ Tắc Thiên lúc xưa. Cuối cùng sự việc bị lộ, nguyên nhân đều cho rằng Võ Huệ phi tố giác, Huyền Tông cho tra ra và quả nhiên có đồ cúng tế. Năm Khai Nguyên thứ 12 (724), ngày 21 tháng 2 (âm lịch), Đường Huyền Tông xuống chiếu phế Vương Hoàng hậu làm [Thứ nhân; 庶人], Vương Thủ Nhất bị biếm khỏi triều đình, sau ép tự tử. Cựu tể tướng Trương Gia Trinh cũng bị nghi ngờ có thông đồng với Vương Hoàng hậu nên cũng bị biếm làm Thứ sử Thái Châu. Đây được gọi là [Phù yếm sự kiện; 符厭事件].
Trong năm ấy, vào tháng 10, Vương Thứ nhân do đau buồn nên qua đời, trong cung nhiều người khóc thương. Đường Huyền Tông cũng cảm thấy hối hận, bèn an táng bà theo nghi lễ dành cho nhất phẩm vào Vô Tương tự (无相寺). Năm Bảo Ứng nguyên niên (762), dưới thời Đường Đại Tông, cháu nội của Đường Huyền Tông, Vương thị được truy phong lại làm Hoàng hậu nhưng không có thụy hiệu.

## Trong văn hóa đại chúng
| Năm  | Tên phim             | Diễn viên      | Nhân vật        |
| 1993 | 《Đường Minh Hoàng》 | Lý Tĩnh Lỵ     | Vương Hoàng hậu |
| 2000 | 《Dương Quý phi》    | Phùng Hiểu Văn | Vương Hoàng hậu |
| 2018 | 《Thâm cung kế》     | Hồ Định Hân    | Vương Trân      |